# Towcester
Towcester är en stad  och en civil parish  i Northamptonshire i England. Orten har 9 252 invånare (2011). Byn nämndes i Domedagsboken (Domesday Book) år 1086, och kallades då Touecestre.